# Geráni, Cypern
Geráni är en ort i Cypern.   Den ligger i distriktet Eparchía Ammochóstou, i den östra delen av landet, 50 km öster om huvudstaden Nicosia. Geráni ligger 179 meter över havet och antalet invånare är 142. Den ligger på ön Cypern.
Terrängen runt Geráni är platt åt sydost, men åt nordväst är den kuperad.Trakten runt Geráni är ganska glesbefolkad, med 25 invånare per kvadratkilometer. Närmaste större samhälle är Tríkomo, 8,6 km söder om Geráni. Trakten runt Geráni är i huvudsak ett öppet busklandskap.